# Alf Olesen
Alf Olesen (født 19. april 1921, Kristianstad, Skåne, Sverige, død 27. juni 2007, København) var en dansk atlet medlem af Københavns IF. 
Olesen blev nummer fire på EM 1946 i Oslo og deltog i OL 1948 i London på 3000 meter forhindringsløb. Han vandt ni danske mesterskaber i langdistanceløb og seks hold- og stafet-DM. Det blev også til tre danske rekorder på 3000 meter forhindringsløb. Han var syv gange på landsholdet. 

## Internationale mesterskaber
- 1948 OL 3000 meter forhindringsløb gik ikke til finalen efter en femte plads i sit kvalifikatiobsheat.
- 1946 EM 3000 meter forhindringsløb nummer 4 9:18.8

## Danske mesterskaber
- 1948 3000 meter forhindringsløb 9:33.8
- 1946 10.000 meter 32:29.8
- 1946 3000 meter forhindringsløb 9:38.0
- 1946 8km cross
- 1945 5000 meter 15:06.6
- 1945 10.000 meter 31:45.6
- 1945 3000 meter forhindringsløb 9:47.6
- 1945 8km cross
- 1944 8km cross